# Orland (Indiana)
Orland és una població dels Estats Units a l'estat d'Indiana. Segons el cens del 2000 tenia 341 habitants.

## Demografia
Segons el cens del 2000, Orland tenia 341 habitants, 137 habitatges, i 90 famílies. La densitat de població era de 199,5 habitants/km².
Dels 137 habitatges en un 34,3% hi vivien nens de menys de 18 anys, en un 49,6% hi vivien parelles casades, en un 12,4% dones solteres, i en un 33,6% no eren unitats familiars. En el 29,2% dels habitatges hi vivien persones soles el 13,9% de les quals corresponia a persones de 65 anys o més que vivien soles. El nombre mitjà de persones vivint en cada habitatge era de 2,49 i el nombre mitjà de persones que vivien en cada família era de 3,1.
Per edats la població es repartia de la següent manera: un 27,6% tenia menys de 18 anys, un 8,2% entre 18 i 24, un 29,9% entre 25 i 44, un 19,9% de 45 a 60 i un 14,4% 65 anys o més.
L'edat mediana era de 36 anys. Per cada 100 dones de 18 o més anys hi havia 93 homes.
La renda mediana per habitatge era de 38.542 $ i la renda mediana per família de 45.417 $. Els homes tenien una renda mediana de 33.438 $ mentre que les dones 20.893 $. La renda per capita de la població era de 15.188 $. Entorn del 9,2% de les famílies i el 7,9% de la població estaven per davall del llindar de pobresa.

## Poblacions més properes
El següent diagrama mostra les poblacions més properes.